# 선웨웨
선웨웨(沈跃跃, 1957년 12월 - )는 중화인민공화국의 정치인이다. 현재, 중화전국부녀연합회 주석이다.

## 생애
저장성 닝보시 출신이다. 1977년 4월, 20세의 선웨웨는 닝보의 식료품 가게에서 처음 일을 시작했다. 1년 후 닝보교육대학 수학과에 입학한 후 1980년 졸업후 닝보 제7중학교 수학교사가 되었고 공산주의 청년단 위원회 부서기를 겸임했다. 1981년 9월 중국공산당에 입당했다. 1983년 공청단 닝보시 위원회 부서기와 서기를 거쳐 1986년 공청단 저장성 위원회 부서기와 서기를 지냈다. 1993년 선웨웨는 중국공산당 항저우시 위원회 부서기가 되었고 1997년 사오싱시 당 위원회 서기를 지냈다. 이후 중국공산당 제15기 중앙후보위원로 선출되었고 1998년 저장성 당위원회 상임위원이 되어 저장성 조직부 부부장과 부장을 역임했다. 2001년 안후이성 당위원회 부서기로 임명되었다. 
후진타오가 중국공산당 총서기가 된 이후, 선웨웨는 2002년 11월 중앙조직부에서 부부장이 되었고 이듬해 4월부터 2007년까지 인사부 부부장을 지냈다. 2007년 7월, 자오훙주를 승계하여 중앙조직부 상무 부부장으로 승진하여 제17기 중국공산당 전국대회에서 중앙위원으로 선출되었다. 후진타오가 물러난 후 선웨웨도 중앙조직부에서 퇴직했다. 2012년 선웨웨는 제18기 중앙위원으로 재선되었고 이듬해 3월 제12기 전국인민대표대회 1차회의에서 전국인민대표대회 상무위원회 부위원장으로 선출되어 당과 국가의 지도자로 선출되었다. 
2013년 5월, 중국여성연맹 제10기 위원회 6차회의에서 선웨웨는 전국여성연맹 주석으로 선출되었고 2017년 재선되어 중국공산당 제19기 중앙위원이 되었다.